# 미나카타 구마구스
미나카타 구마구스(일본어: 南方 熊楠, 1867년 5월 18일 ~ 1941년 12월 29일)는 일본의 박물학자, 생물학자, 민속학자이다. 여러 분야에 다양한 업적을 남겼으며, 생물학자로서는 변형균강, 버섯, 조류, 이끼, 양치류 등을 연구했으며, 생태학 이론을 일본에 도입했다. 민속학 분야 연구에도 힘써 십이지 연구서인 《십이지고》(十二支考) 등의 민속학 저서를 남겼으며, 발표한 저서와 논문 외에 노트필기와 일기의 형태로 자신의 연구 성과를 남겼다.

## 같이 보기
- 일본 문학